# Каль, Бруно
Бруно Каль (нем. Bruno Kahl; род. 12 июля 1962, Эссен, ФРГ) — немецкий государственный деятель, президент Федеральной разведывательной службы Германии (c 1 июля 2016).

## Биография
Родился старшим из двух детей физика Бернхарда Каля и библиотекаря Уте Каль, урождённой Шениц.
После окончания средней школы в 1981 году и военной службы с 1981 по 1983 год изучал право с 1983 по 1988 год в Боннском и Лозаннском университетах. Во время учёбы закончил журналистское образование в епископском институте для продвижения журналистской молодёжи в Мюнхене. С 1991 по 1994 год проходил стажировку в Бонне, Шпейере и Сиднее. В 1994 году прошёл Вторую государственную экспертизу в Высшем областном суде Кёльна.
После работы в Конфедерации ассоциаций работодателей Германии являлся консультантом в Федеральной канцелярии с 1995 по 1996 год. С 1996 по 2005 год был командирован в парламентскую группу ХДС/ХСС, где он работал в качестве председателя группы Вольфганга Шойбле в различных должностях. С тех пор он считается близким доверенным лицом Шойбле.
В первом правительстве Меркель в 2005 году возглавил министерский офис и являлся спикером федерального министра Шойбле в министерстве внутренних дел. С 2006 по 2009 год возглавлял администрацию этого министерства. В 2010 году перешёл за Шойбле в министерство финансов, а также возглавлял администрацию этого министерства. С 2011 года являлся директором 8-го департамента (приватизация, инвестиции и федеральная недвижимость) министерства.
27 апреля 2016 года был назначен федеральным правительством исполняющим обязанности президента Федеральной разведывательной службы.

## Воинское звание
Подполковник Бундесвера.

## Партийная принадлежность
Член ХДС.

## Семья
Вдовец с 2008 года. Две дочери (1997 и 1999 годов рождения).